# Leyenda

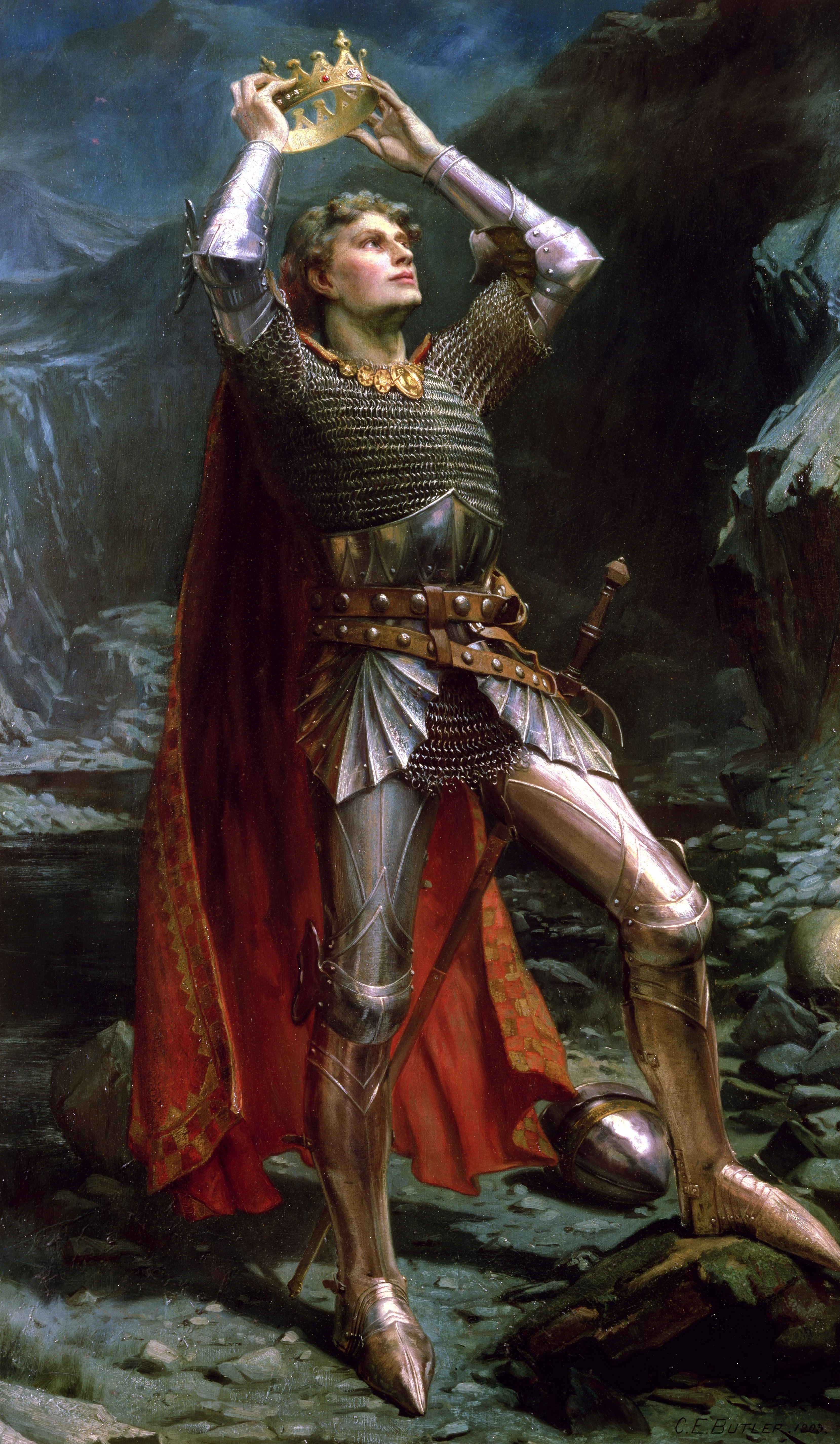
Pintura del rey Arturo por Charles Ernest Butler; su figura es central en el ciclo de leyendas denominado Materia de Bretaña.

La leyenda es una narración sobre hechos sobrenaturales y naturales o una mezcla de ambos que se transmite de generación en generación, de forma oral o escrita.  
Se ubica en un tiempo y lugar similar al de los miembros de una comunidad, lo que aporta cierta verosimilitud al relato. Pueden presentarse elementos sobrenaturales como milagros, criaturas feéricas o de ultratumba etc. Y estos sucesos se presentan como reales y forman parte de la visión del mundo propia de la comunidad en la que se origina. 
En su proceso de transmisión a través de la tradición oral, las leyendas experimentan a menudo supresiones, añadiduras o modificaciones culturales que originan todo un mundo de variantes. Una de las más comunes es la "cristianización" de leyendas paganas, o su adaptación a la visión infantil, degradándose a ser simple folclore pero gracias a ello perdurando, aunque de una forma desfigurada, ya que el cambio de los tiempos ha reducido a este ámbito las antiguas cosmovisiones, creencias y costumbres.

## Concepto
Los hermanos Grimm definieron la leyenda como un relato folclórico con bases históricas. Una definición profesional moderna ha sido propuesta por el folclorista Timothy R. Tangherlini en 1990 a finales del siglo XX:

Típicamente, la leyenda es una narración tradicional corta que consta de un solo episodio, altamente ecotipificada, realizada de modo conversacional, que refleja una representación psicológica simbólica de la creencia popular y de las experiencias colectivas y que sirve de reafirmación de los valores comúnmente aceptados por el grupo a cuya tradición pertenece.

Contrariamente al mito, que se ocupa de dioses, la leyenda se ocupa de hombres que representan arquetipos (tipos humanos característicos), como el del héroe o el anciano sabio, como se aprecia por las leyendas heroicas griegas y en las artúricas.

## Etimología e historia

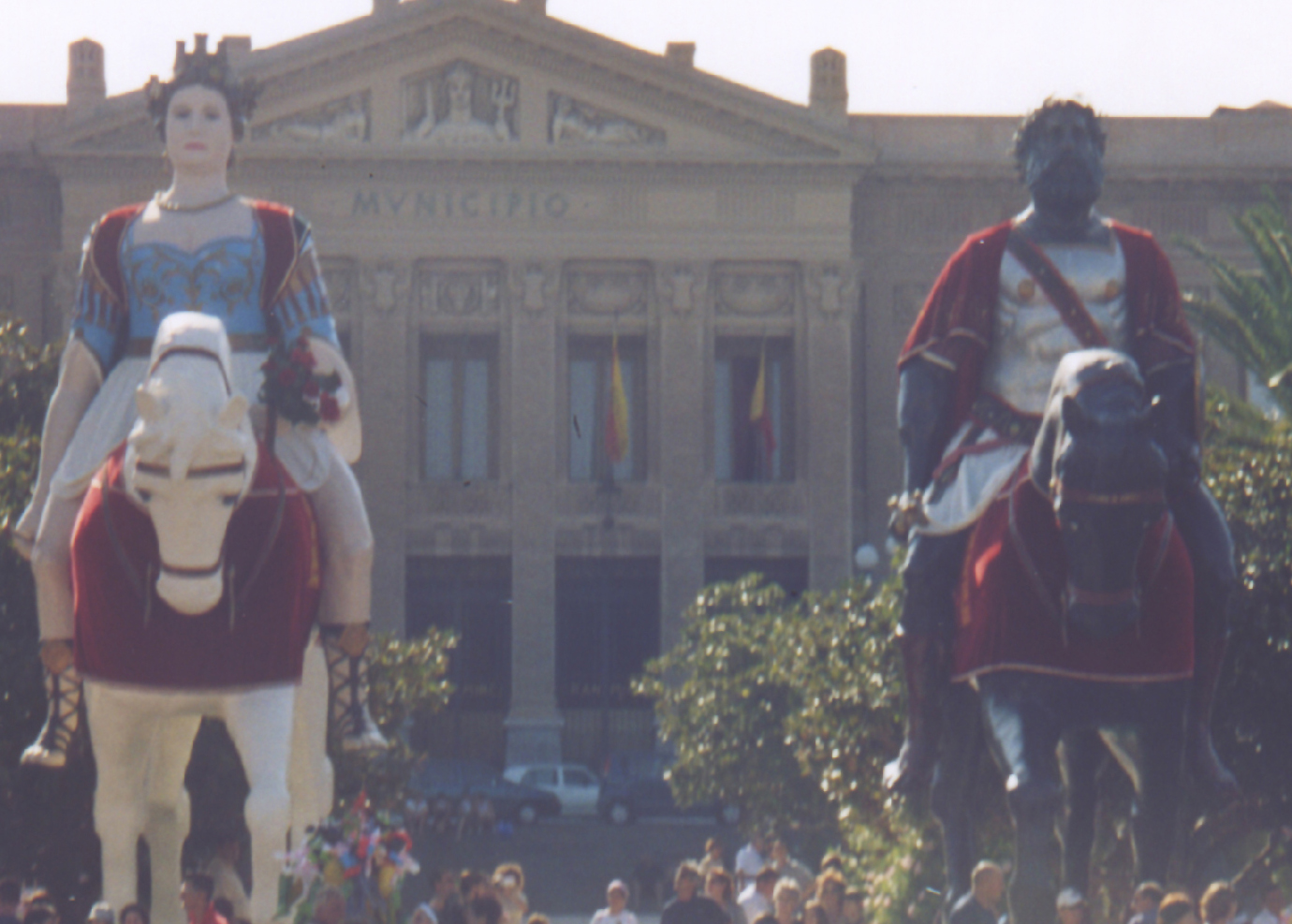
Los gigantes Mata y Grifone, que se celebran en las calles de Messina la segunda semana de agosto, según la leyenda, son los fundadores de la ciudad siciliana.

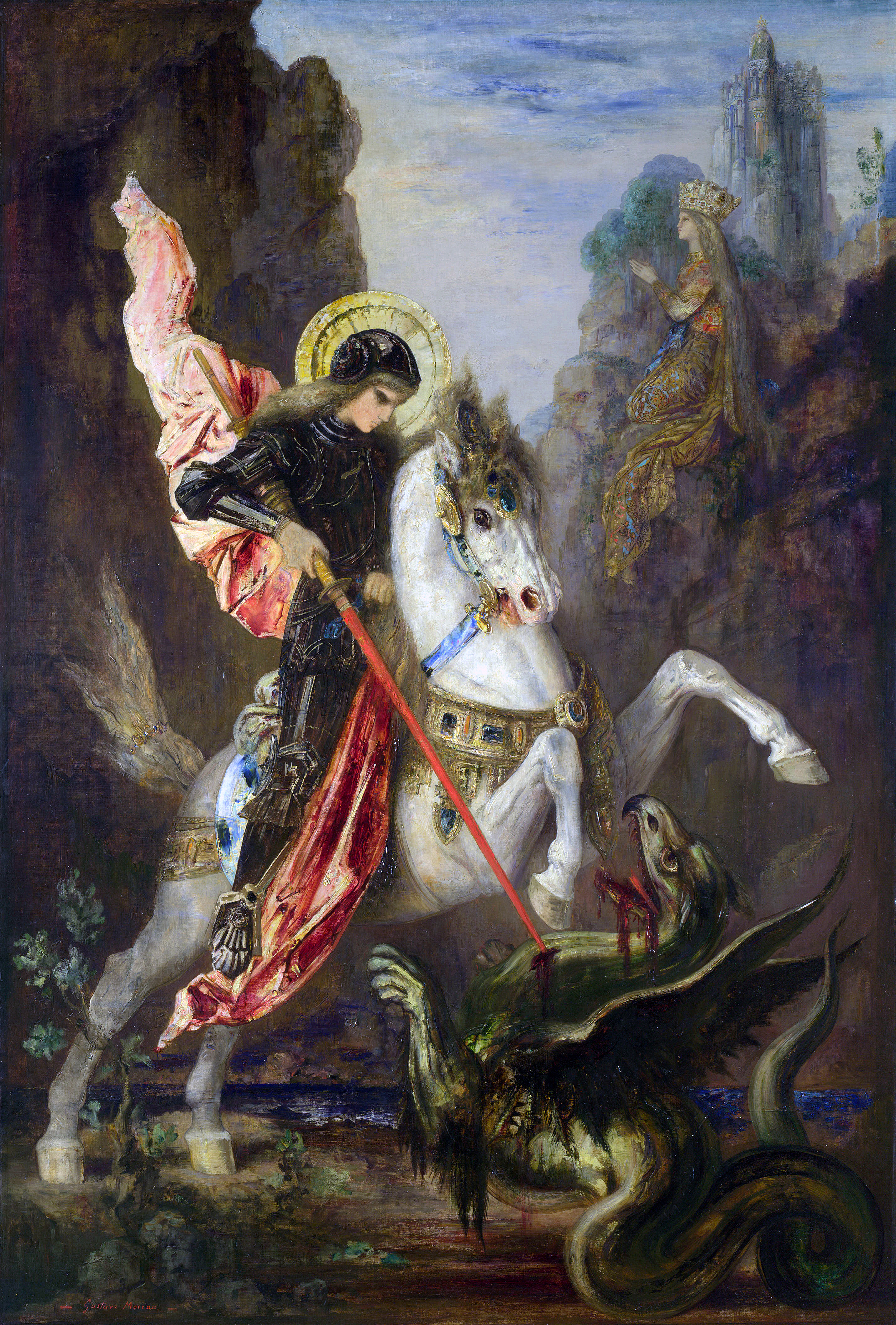
Gracias a la Leyenda dorada se difundieron ciertos episodios hagiográficos que tuvieron gran éxito iconográfico, como el de la lucha de San Jorge contra el dragón.

La palabra leyenda proviene del verbo latino legere, cuyo significado variaba entre escoger (acepción de la que proviene elegir) y leer. En el latín medieval, se usó el gerundivo de este verbo, legenda, con el significado de (algo) para ser leído cuando el término se aplicaba, sobre todo en el catolicismo, a las hagiografías o biografías de los santos. Por ejemplo, Santiago de la Vorágine compuso su Legenda aurea como un santoral con la vida y milagros de unos 180 mártires y santos, aunque con tan poca precisión histórica y filológica y con unas etimologías tan fantásticas que poco a poco fue perdiendo crédito, salvo entre pintores e ilustradores fascinados por su imaginación, que estimuló la iconografía. Él se fundaba en los evangelios canónicos, los apócrifos y en escritos de Agustín de Hipona y Gregorio de Tours, entre otros.
Con la llegada de la Reforma Protestante del siglo XVI el término leyenda cobró un nuevo carácter de narración no histórica. Los protestantes ingleses presentan una nota de contraste entre los santos y mártires "reales" de la reforma, cuyos relatos "auténticos" figuraban en El libro de los mártires de John Foxe, frente a los fantasiosos relatos de la hagiografía católica. De esta forma, la leyenda gana su connotación moderna de narración indocumentada y espuria. Y así es muy probable que, en lengua española, la moderna concepción de leyenda y de lo legendario haya sido tomada de estos modelos ingleses, especialmente desde 1850.
El término acaba englobando también a producciones literarias cultas del romanticismo que, aunque se inspiran en tradiciones populares o en motivos característicos de éstas, no son relatos tradicionales. Varios autores de este período escribieron leyendas literarias de este tipo tanto en prosa como en verso. Los más celebrados fueron el duque de Rivas, José Zorrilla, Gustavo Adolfo Bécquer y José Joaquín de Mora.

## Origen de las leyendas
Jean-Pierre Bayard , en su Historia de las leyendas, enumera unas diez teorías relativas al origen de las leyendas. La teoría antropológica, sustentada por Henri Gaidoz, Wilhelm Mannhardt y Edward Tylor, postula que las leyendas se originaron a partir de pensamientos humanos primitivos, remanentes de religiones y culturas elementales. La teoría astral o naturalista considera los cuentos y leyendas etiológicos como deificantes de las grandes manifestaciones de la naturaleza. La teoría mitológica es propuesta por Grimm quien atribuye la creación de los cuentos a la infancia prehistórica de la patria, Angelo De Gubernatis, a un naturalismo infantil, Schelling, a la conciencia individual del pueblo que añade significado religioso a las leyendas creadas. La teoría lingüística considera que las leyendas provienen de la transmisión de historias entre varios pueblos que toman prestadas palabras de otras culturas, las distorsionan, lo que oscurece el significado primitivo original y da lugar a nuevas historias.

## Características

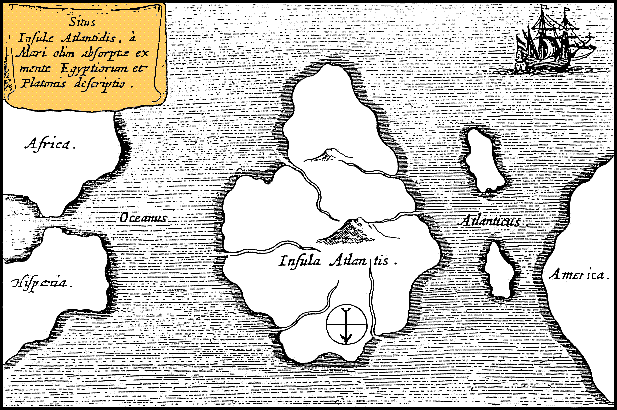
Mapa de Atanasio Kircher mostrando una supuesta ubicación del legendario continente de la Atlántida.

Una leyenda, a diferencia de un cuento o un mito, está ligada siempre a un elemento preciso y se centra en la integración de este elemento en el mundo cotidiano o la historia de la comunidad a la cual pertenece. Contrariamente al cuento, que se sitúa dentro de un tiempo («Érase una vez...») y un lugar (por ejemplo, el Castillo de irás y no volverás), convenidos e imaginarios, la leyenda se desarrolla habitualmente en un lugar y un tiempo preciso y real, aunque aparecen en ellas elementos ficticios (por ejemplo, criaturas fabulosas, como las sirenas o dragones).
Como el mito, la leyenda es etiológica, es decir, tiene como tarea esencial dar fundamento y explicación a una determinada cultura. Su elemento central es un rasgo de la realidad (una costumbre o el nombre de un lugar, por ejemplo) cuyo origen se pretende explicar o justificar.
Las leyendas se agrupan a menudo en ciclos alrededor de un personaje, como sucede con los ciclos de leyendas en torno al Rey Arturo, Robin Hood, el Cid Campeador o Bernardo del Carpio. Y algunas veces llegan a integrarse secuencialmente en obras narrativas extensas como epopeyas o novelas.
Casi siempre contienen un núcleo histórico, ampliado en mayor o menor grado con episodios imaginativos. La aparición de los mismos puede depender de motivaciones involuntarias, como errores, malas interpretaciones (la llamada etimología popular, por ejemplo) o exageraciones, o bien por la acción consciente de una o más personas que, por razones interesadas (por ejemplo Gonzalo de Berceo) o puramente estéticas, desarrollan el embrión original.
Cuando una leyenda presenta elementos tomados de otras leyendas se habla de «contaminación de la leyenda».

## Clasificación

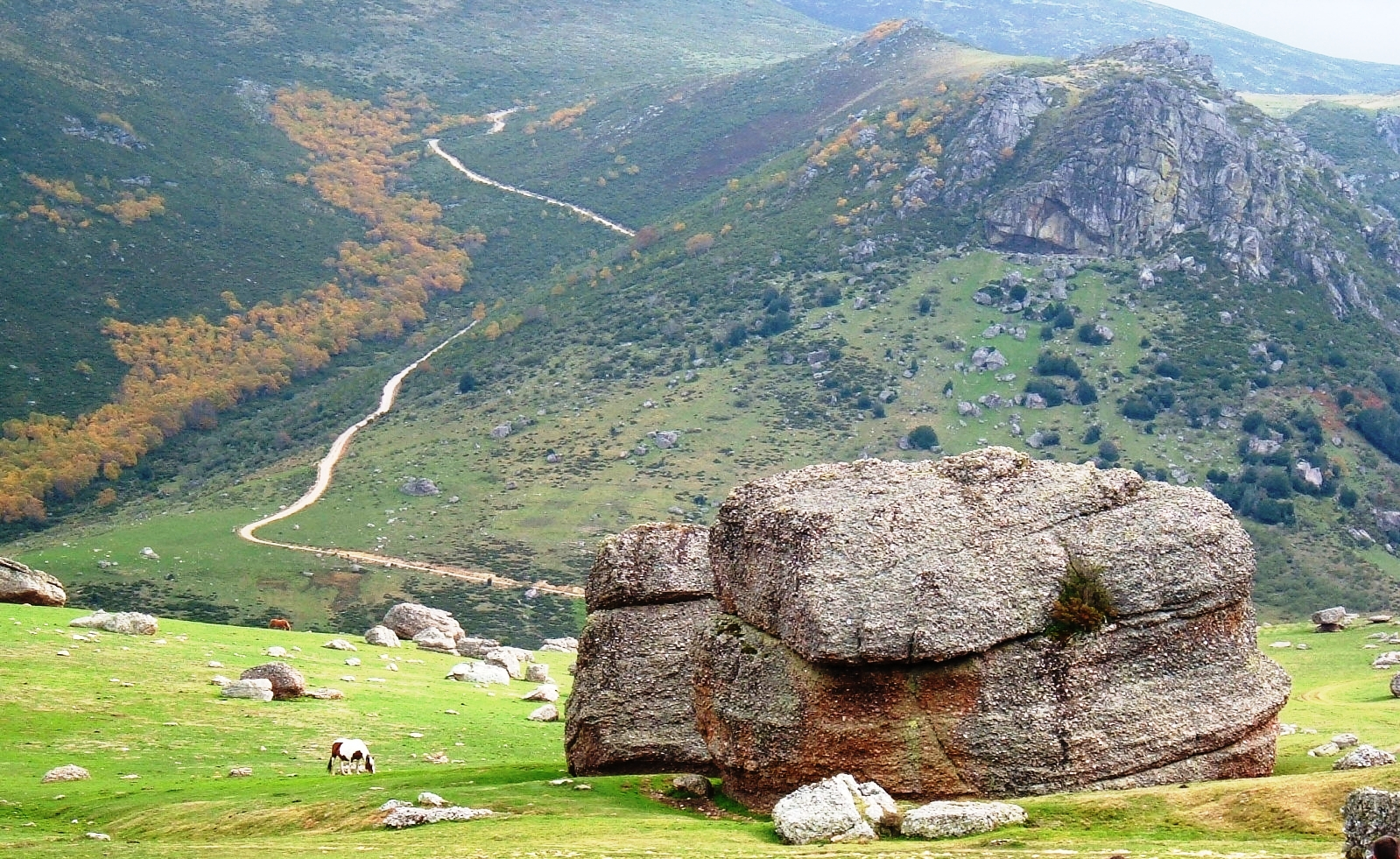
Desde antiguo las formaciones geológicas inusuales han incitado la imaginación humana. La tradición oral señala que los Cantos de la Borrica, bloques errantes existentes en el puerto de Sejos (Cantabria, España), fueron arrojados ahí por el Ojáncanu, un ser maligno de la mitología cántabra.

Las leyendas se pueden clasificar atendiendo a dos criterios o formas:
Por su temática: 
1. Leyendas históricas: son todas aquellas que narran hechos ocurridos en guerras, en conquistas o en batallas.
2. Leyendas etiológicas: aclaran el origen de los elementos inherentes a la naturaleza, como los ríos, lagos y montañas.
3. Leyendas escatológicas: acerca de las creencias y doctrinas referentes a la vida de ultratumba o viajes al inframundo (Nekyia).
4. Leyendas religiosas: historias de justos y pecadores, pactos con el diablo, episodios de la vida de santos.

Por su origen:
1. Leyendas urbanas: pertenecen al folklore contemporáneo, circulan de boca en boca, a través de generaciones.
2. Leyendas rurales: solo las leyendas válidas en el campo, porque no tienen lugar o adaptación para las urbanas.
3. Leyendas locales: es una narración popular de un municipio, condado o provincia.

Algunas leyendas pueden llegar a ser clasificadas en más de un grupo, ya que por su temática abordan más de un tema. Un ejemplo de esto, sería una leyenda acerca de una supuesta manera de contactar con un ser querido ya fallecido, que podría ser clasificada tanto como leyenda urbana, como leyenda escatológica. También nos podemos encontrar con leyendas históricas-religiosas, por abordar los dos temas o leyendas urbanas-rurales, por ejemplo.

## Leyendas en España
En España podemos encontrar numerosas leyendas, debido a que se mezclaron en la península ibérica tradiciones muy disímiles: célticas, ibéricas, romanas, visigodas, judías, árabes (y con los árabes, las tradiciones indias) en las más diversas lenguas.
Varias leyendas aparecen en el Romancero y, a través de él, en el teatro clásico español. Un verdadero vivero de leyendas es la obra de Cristóbal Lozano y la novela cortesana del Barroco. Numerosos escritores eclesiásticos compilaron leyendas y tradiciones piadosas en distintas colecciones, la más conocida de las cuales, pero no la única, es el Flos sanctorum.
Pero a partir del siglo XIX los románticos empiezan a experimentar interés por recogerlas, estudiarlas o incluso imitarlas. En 1838 se publican ya unas Leyendas y novelas jerezanas; en 1869, 1872 y 1874 aparecen ediciones sucesivas de unas Leyendas y tradiciones populares de todos los países sobre la Santísima Virgen María, recogidas y ordenadas por una Sociedad Religiosa. En 1853 Agustín Durán, que había ya publicado los dos tomos de su monumental Romancero general o colección de romances castellanos (BAE, t. X y XVI), publicó la Leyenda de las tres toronjas del vergel de Amor. Ángel de Saavedra, duque de Rivas, cultiva el género de la leyenda en verso y Fernán Caballero traduce leyendas alemanas y compila y reúne colecciones de las españolas. Las de Gustavo Adolfo Bécquer, tanto las publicadas como las recopiladas póstumamente, son de las más expresivas en prosa, pero tampoco desmerecen las leyendas en verso de José Zorrilla y de José Joaquín de Mora. Tras Washington Irving, el arabista Francisco Javier Simonet publicó en 1858 La Alhambra: leyendas históricas árabes; José Lamarque de Novoa publicó Leyendas históricas y tradiciones (Sevilla, 1867); Antonia Díaz Fernández de Lamarque, Flores marchitas: baladas y leyendas (Sevilla, 1877); Manuel Cano y Cueto se ocupó de las leyendas sobre Miguel Mañara (1873), y a estos nombres habría que añadir otros muchos no menos importantes, como María Coronel, Josefa Ugarte y Casanz, Teodomiro Ramírez de Arellano, José María Goizueta etcétera.
En 1914 el importante centro de estudios folclóricos que era entonces Sevilla auspició la traducción de La formación de las leyendas de Arnold van Gennep. En 1953 supuso un hito la aparición de la Antología de leyendas de la literatura universal por parte del filósofo Vicente García de Diego, con un denso y extenso estudio preliminar y una selección de las mejores leyendas españolas agrupadas por regiones, y de otros países de todo el mundo. La última contribución importante a estos estudios es sin duda la de Julio Caro Baroja, un gran estudioso de la literatura de cordel, De arquetipos y leyendas (Barcelona: Círculo de Lectores, 1989).

## Leyendas latinoamericanas
En la mayoría de los casos, las leyendas latinoamericanas tienen sus raíces en la época precolombina, cuando las civilizaciones indígenas como los aztecas, mayas e incas ya poseían una rica tradición oral. Con la llegada de los colonizadores europeos, estas narraciones se fusionaron con las influencias de las culturas africanas y europeas, dando lugar a un mestizaje de mitos y leyendas. De esta manera, las leyendas de América Latina son un reflejo de la diversidad étnica y cultural del continente.
Una de las leyendas más conocidas en América Latina es la de La Llorona, un espíritu errante que, según se cuenta, es el alma de una mujer que ahogó a sus hijos y ahora vaga por ríos y lagos llorando por su pérdida. Esta leyenda ha sido contada en diversos países, con variantes regionales que la adaptan a las creencias locales. La figura de La Llorona se asocia con la culpa, la maternidad y la tragedia, y es comúnmente utilizada como una historia de advertencia para los niños.
En el ámbito de los mitos indígenas, destacan historias como la de Quetzalcóatl, el dios emplumado de la mitología azteca, que simboliza el viento, la lluvia y la fertilidad, o la leyenda de El Tío, una figura temida en la tradición andina, que se cree que habita en las minas y representa la muerte y la avaricia.
La Patasola es una criatura de una sola pierna es una de las historias más aterradoras de Colombia. Aparece primero como una mujer hermosa y seductora, a menudo pareciendo alguien amado por el alma desafortunada que la ve, que finalmente los atrae lejos de sus compañeros a las profundidades de la selva para revelar su verdadera apariencia como monstruos de una sola pierna con una feroz lujuria vampírica por la carne y la sangre humana, atacando y comiendo la carne o chupando la sangre de sus víctimas. Protegen la naturaleza y los animales salvajes y atacan a los humanos que parecen dañar la naturaleza.
Las leyendas latinoamericanas no solo entretienen, sino que también cumplen una función educativa, transmitiendo lecciones sobre la moral, el comportamiento humano y las advertencias sobre el respeto a la naturaleza. Así, a través de estos relatos, las sociedades latinoamericanas han logrado preservar sus tradiciones y valores, mientras enriquecen la identidad cultural colectiva del continente.

### Citas
1. ↑  Barber, 1986, p. 141
2. ↑  Krapf, Norbert: Beneath the cherry sapling: legends from Franconia (Nueva York: Fordham University Press) 1988, dedica su introducción a distinguir la leyenda de otros géneros narrativos, como el cuento de hadas y a "reiterar la definición dada por los hermanos Grimm de la leyenda como cuento folclórico con base histórica", de acuerdo a la reseña hecha por Hans Sebald. German studies review 13.2 (mayo 1990), p. 312.
3. ↑  Tangherlini, «It happened not too far from here...: a survey of legend theory and characterization.» Western Folklore 49.4 (octubre 1990:371-390). p. 85.
4. ↑  Es decir, ubicada en un tiempo y espacio específicos.
5. ↑  Bulfinch, Thomas: Bulfinch's mythology. Whitefish: Kessinger, 2004.
6. ↑  Caro Baroja, Julio: De los arquetipos y leyendas Istmo, (1991) p. 184.
7. ↑  «Diccionario latín-español en línea». Archivado desde el original el 12 de diciembre de 2011. Consultado el 12 de diciembre de 2011.
8. ↑  Soca, Ricardo. «Etimología: el origen de las palabras». Archivado desde el original el 20 de agosto de 2011.
9. ↑  Vorágine, Santiago de la: La leyenda dorada. Edición del Dr. Graesse, traducida por fray José Manuel Macías. Madrid: Alianza Editorial, 1996. ISBN 84-206-7998-4
10. ↑  Collinson, Patrick. En su obra Elizabethans, "Truth and Legend: The Veracity of John Foxe's Book of Martyrs" (2003:151-77), Collinson equilibra los registros históricos y la presentación retórica de Foxe en Actes and monuments, una poderosa fuerza creadora de leyendas protestantes. Reames, Sherry L. En The Legenda Aurea: a reexamination of its paradoxical history (1985) Reames examina el "veredicto renacentista" contra la Legenda Aurea de S. de la Vorágine y su notable influencia sobre el escepticismo hacia la hagiografía católica en general.
11. ↑  Caro Baroja, Julio: De los arquetipos y leyendas Istmo, (1991) p. 137.
12. ↑  Mundus Subterraneus, 1669.
13. ↑  «¿Qué es una Leyenda?». Mitos y Leyendas. Consultado el 2 de octubre de 2023.